# Patrimoine sonore du Niger
Le patrimoine sonore du Niger rassemble l’ensemble des documents sonores captés, enregistrés et archivés dans ce qui est aujourd’hui la République du Niger au cours du XXe siècle. Des chercheurs, anthropologues, historiens, historiennes, ethnomusicologues, des journalistes de radio ou de télévisions et des amateurs ont réalisé sur différents supports des enregistrements de musique, de chants et de traditions orales dont un grand nombre a été conservé dans des fonds d’archives et des centres documentaires et sont pour certains aujourd’hui numérisés.

## Un patrimoine culturel immatériel
Les pratiques d’oralité jouent un rôle central dans les sociétés sahéliennes. Les populations de ces régions expriment leurs pensées, leurs histoires par des formes d’oralité. Ces récits prennent la forme de mythes et de légendes, de paraboles, de contes ou encore de chants. Le passé est souvent détenu et transmis par des professionnels de l’oralité. On peut citer des griots, des érudits ou des généalogistes. Selon la catégorie adoptée en 2003 par l’Unesco, c’est un patrimoine culturel immatériel ou patrimoine vivant. Parmi ce patrimoine, on peut citer les traditions et expressions orales, y compris la langue, ainsi que les arts du spectacle, les pratiques sociales ou les savoir-faire liés à l’artisanat traditionnel qui se transmet de génération en génération.

## Collectes radiophoniques et enquêtes en sciences humaines et sociales
En 1958, est mise en place Radio Niger, dont la gestion est assurée à partir de l'indépendance par l’Office de coopération radiophonique (OCORA). Dès les années 1960, la radio envoie ses journalistes dans les zones rurales pour recueillir des enregistrements dans les différentes langues du Niger, comme ce fut le cas pour les collectes réalisées par Akoli Daouel. En 1967, le Niger prend entièrement le contrôle de sa radiodiffusion et crée l’Office de radiodiffusion et de télévision du Niger (ORTN).

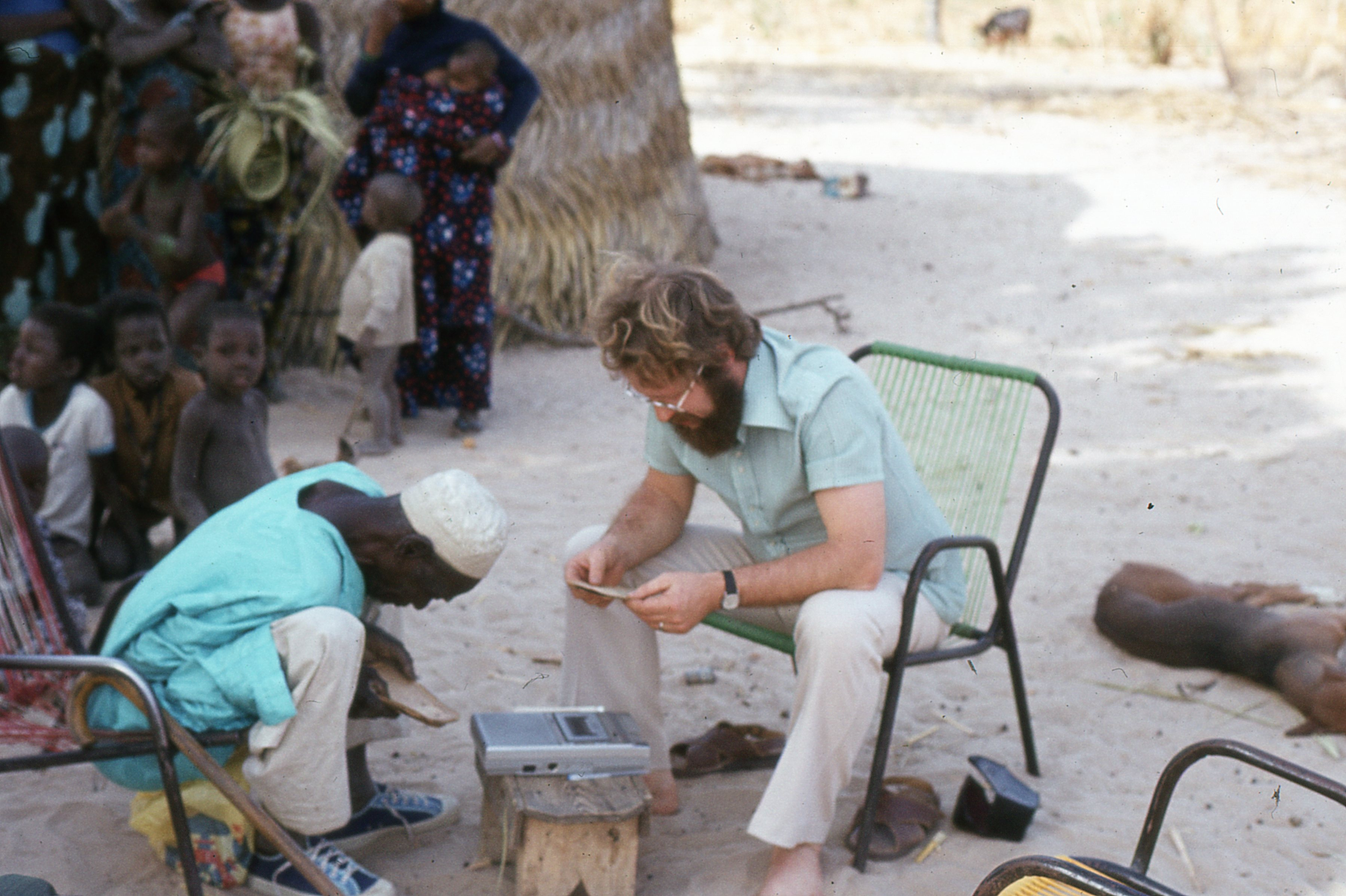
Jean-Paul Rothiot enregistre, sur un magnétophone à cassettes analogiques, Wadibi Goubeloy sur l'histoire du Pays de Dosso (Niger) en 1978.

À partir de la fin des années 1960, des chercheurs et des chercheuses, comme Gerd Spittler, Suzanne Bernus, Edmond Bernus, Djibo Hamani, Stephen Baier, Jean Paul Rothiot, Barbara Cooper ou Ouseina Alidou, ont réalisé des enquêtes de terrain durant dans un grand nombre de localités au Niger. Quantité de pratiques d’oralité, de récits historiques, de tradition orales, de chansons, de chants ou de musiques ont été enregistrées, parfois avec l’aide d’interprètes ou d’assistants de recherche.
Au sein de ces collections, se trouvent aussi des documents portant sur la décentralisation, le fonctionnement des services administratif, technique, sanitaire, sur les politiques éducatives ou sur la crise alimentaire, comme dans celle de Jean Pierre Olivier de Sardan. Le fonds Akoli Daouel comprend des éléments sur les pratiques pédagogiques du Centre de formation aux techniques de l'information (CFTI) créé au Niger.

## Conservation par des archives et des centres documentaires
Une partie de ce patrimoine sonore enregistré du Niger est aujourd’hui conservé et rendu accessible grâce au travail de centres de documentations et d’archives nigériens, américains ou européens. La plupart des enregistrements ont été réalisés sur des supports qui ne sont plus utilisés aujourd'hui, bandes magnétiques ou cassettes audios, et sont actuellement en cours de numérisation. Plusieurs dépôts d'archives sonores collectent, numérisent et mettent en valeur ces enregistrements pour les rendre accessibles pour la recherche ou à un plus large public.

### Niger

#### Centre d'études linguistiques et historiques par tradition orale (CELHTO)
Le Centre d'études linguistiques et historiques par tradition orale (CELHTO) situé à Niamey a été créé en 1968. L’organisation intergouvernementale est fondée en partenariat entre la République du Niger et l’Unesco. L’objectif est de coordonner les collectes et l’étude des traditions orales pour alimenter la recherche, tout en valorisant les langues africaines. Une base de données et un catalogue sont accessibles sur le site du CELTHO. Parmi les fonds sur le Niger conservés, on retrouve notamment des enregistrements réalisés par Diouldé Laya, Jean Rouch ou encore Soumaila Hamadou dit Bonta.

#### Institut de recherches en sciences humaines (IRSH)
L'institut de recherches en sciences humaines (IRSH) est un établissement d'enseignement supérieur créée en 1974 et rattaché à l'Université Abdou Moumouni à Niamey. L’institut réalise des travaux de recherches en sciences humaines et sociales en particulier sur le Niger, l’Afrique ou la paléoanthropologie. L’objectif est de participer à la sauvegarde et la valorisation du patrimoine nigérien. L’IRSH possède un service de l’Audiovisuel (SERVA) avec une sonothèque fondée par Moussa Hamidou qui collectait à l’origine des copies d’enregistrements réalisés au Niger. Les archives sonores sont constituées d'enregistrements audio sur bandes, de films ethnographiques et de photographies, dont la majorité datent des années 1950. Le « Niger: Oral Tradition Project » débuté en 2018, avec le soutien financier de la Fondation Gerda Henkel, vise à sauvegarder les collections en les numérisant, tout en mettant en valeur ce patrimoine.

#### LASDEL
Le LASDEL est un laboratoire de recherche nigérien et béninois en sciences sociales fondé en 2001. Le laboratoire noue un grand nombre de relations avec des partenaires nationaux et internationaux sur le plan scientifique et du financement. Il s’attache à publier les recherches, développer des animations scientifiques localement, et conserve dans son centre documentaire des fonds liés à la recherche du laboratoire. Dans ce cadre, un dépôt numérique est accessible au LASDEL après signature d'une convention de collaboration scientifique signée entre Aix-Marseille Université et le LASDEL le 9 décembre 2022.

### États-Unis

#### Archives of Traditional Music
Les Archives of Traditional Music de l’Indiana University Bloomington ont été créées en 1954 et conservent principalement des enregistrements audiovisuels liés à la recherche dans les disciplines de l'ethnomusicologie, du folklore, de l'anthropologie, de la linguistique et de diverses études régionales. Les notices sont disponibles sur le catalogue UICAT.
| Fonds                                                                | Dates     | Lieux                                        | Langue                                           | Thématiques de collectes | Droits   | Lien                                       |
| -------------------------------------------------------------------- | --------- | -------------------------------------------- | ------------------------------------------------ | --- | -------- | ------------------------------------------ |
| Stephen Baier - 26 cassettes - 27 bobines                            | 1972-1973 |                                              | - haoussa                                        | - Entretiens concernant l'histoire économique de 1880 à 1960                                                                            | Option 1 | Fonds Stephen Baier                        |
| Paul Irwin - 21 bobines - 23 disques sonores                         | 1971-1976 |                                              | - peul                                           | - Récits personnels, Chants de louange, Histoire, Politique, Poésie de la région                                                        | Option 1 | Fonds Paul Irwin                           |
| Ousseina Dioula, Alidou - 7 cassettes                                | 1993      | - Makalondi - Niamey - Mara Village - Dakoro | - peul - gourmantché - kanuri - zarma - tamasheq | - Jeux de langage, ganoore, mashinshina, ciro cine ("langage des oiseaux")                                                              | Option 1 | Fonds Ousseina Dioula, Alidou              |
| Margaret Saunders - 20 cassettes                                     | 1973-1975 | - Mirriah                                    | - haoussa                                        | - Chants, musiques et histoire orale de Mirriah                                                                                         | Option 3 | Fonds Margaret Saunders                    |
| Janet Beik - 19 bobines                                              | 1981      | - Tânout, Diffa                              | - haoussa - français                             | - Douze pièces de théâtre, Louanges lors de concours artistiques, Festival national                                                     | Option 3 | Fonds Janet Beik                           |
| Thomas Albert Hale - 35 bobines                                      | 1980-1981 |                                              | - zarma                                          | - Épopées, longs récits, principalement sur Mamar Kassaye ou Askia Mohammed                                                             | Option 2 | Fonds Thomas Albert Hale                   |
| Finola and Geoffrey Holiday - 1 bobine                               | 1958      | - Région de l'Aïr                            | - tamashek                                       | - Chants et musique touareg | Option 3 | Fonds Finola and Geoffrey Holiday          |
| Caroline Card Wendt - 30 bobines                                     | 1976-1977 |                                              | - tamashek                                       | - Festivals, chants, musiques et conversations dans les communautés Touareg au Niger et en Algérie                                      | Option 3 | Fonds Caroline Card Wendt                  |
| Barbara MacGowan Cooper - 49 cassettes                               | 1988-1989 | - Maradi                                     | - haoussa - français - anglais                   | - Interviews de femmes haoussa, peul et kanuri, Chansons, Interviews sur les expériences des membres de la mission intérieure du Soudan | Option 3 | Fonds Barbara MacGowan Cooper              |
| Altanine ag Arias, Muhamed ben Abdelrahmin - 2 bobines - 2 cassettes | 1970-1978 | - Niamey                                     |                                                  | - Musique touareg |          | Altanine ag Arias, Muhamed ben Abdelrahmin |
| Dan Ben-Amos - 3 bobines                                             | 1966      | - Sameru                                     | - haoussa                                        | - Contes haoussa, devinettes, proverbes, chansons                                                                                       | Option 3 | Fonds Dan Ben-Amos                         |
| Dennis Duerden - 23 bobines                                          | 1968-1970 |                                              | - haoussa                                        | - Pièce de théâtre haoussa, Tradition orale, Discussions autour de diverses thématiques                                                 | Option 2 | Fonds Dennis Duerden                       |
| Laura Boulton - 21 bobines                                           | 1934      |                                              | - multilingues                                   | - Musiques diverses | Option 2 | Fonds Laura Boulton                        |
| S.A. Wurm - 1 bobine                                                 |           |                                              | - haoussa                                        | - Matériel de linguistique haoussa | Option 1 | S.A. Wurm                                  |

### Europe

#### Phonothèque de la MMSH
La phonothèque de la Maison méditerranéenne des sciences de l’homme (MMSH) a été créée à la fin des années 1970 à Aix-en-Provence, avec pour objectif de conserver des enregistrements, de valoriser les sources sonores et de les rendre accessibles. Les principaux thèmes traitées sont la littérature orale, l’ethnomusicologie, la mémoire, les techniques et savoir-faire, ainsi que l’identité. Les notices sont disponibles sur la base de données Calames.
| Fonds | Dates            | Lieux                                                                         | Langues                                          | Thématiques de collectes | Consultation | Conservation et droits | Liens                               |
| --- | ---------------- | ----------------------------------------------------------------------------- | ------------------------------------------------ | --- | --- | --- | ----------------------------------- |
| Jean-Pierre Olivier de Sardan - 100 cassettes audio - 34 bandes magnétiques sur bobine - 4 cassettes VHS - 3 DVD - 3 boites d'archive papier - 457 fichiers nativement numériques | 1965-2008        | - Tillabéri - Ouallam - Dogondouchi - Tahoua, - Bénin - Ghana - Cote d'Ivoire | - français - zarma - fon - anglais               | - Enquêtes ethnographiques au Niger en langues zarma et français sur les sociétés songhaï-zarma, sur la décentralisation au Niger - Entretiens avec des immigrés nigériens sur cultes de possessions (Ghana, Bénin, Côte d'Ivoire) - Entretiens auprès d'anciens combattants nigériens ayant participé aux guerres guerres d'Indochine et du Vietnam | - Notices descriptives en ligne sur la plateforme Calames - Certains fichiers lorsque les droits le permettent sont accessibles - Copie numérique disponible à la bibliothèque du LASDEL, site de Niamey | - Conservation à la Phonothèque MMSH - Contrat d'autorisation d'utilisation signé par J. P. Olivier de Sardan avec la phonothèque de la MMSH et convention de collaboration scientifique avec le LASDEL                                                                                                   | Fonds Jean-Pierre Olivier de Sardan |
| Akoli Daouel - 58 bandes analogiques - 3 fichiers numériques natifs | 1962-1980        | - In-Gall - Niamey - Agadès                                                   | - français - tamasheq - haoussa - peul - bambara | - Pédagogie au CFTI de Niamey - Islam dans la société nigérienne - Musique - Discours politiques - Émissions de radio - Entretiens biographiques | - Notices descriptives en ligne sur la plateforme Calames - Certains documents sont accessibles en ligne sur Calames - Certains fichiers lorsque les droits le permettent sont accessibles               | - Conservation chez Akoli Daouel au Niger - Contrat d'utilisation en cours de signature avec A. Daouel | Fonds Akoli Daouel                  |
| Suzanne et Edmond Bernus | années 1960-1980 | - Asolan - In Atès - Niamey - Agadès - In Gall - Azelik                       | - français - tamasheq                            | - Musique, contes, poésie, devinettes, tesawits collectés dans des campements Touaregs - Entretiens et récits de vie Touaregs - Ambiances sonores - Séminaires - Lectures - Émissions radiophoniques | - Notices descriptives en ligne sur la plateforme Calames - Certains documents sont accessibles en ligne sur Calames - Certains fichiers sont accessibles sur autorisation                               | Conservation aux ANOM Pour chaque corpus sonore, les règles d'utilisation et de diffusion sont particulières en fonction des règles juridiques et éthiques qui auront été spécifiées par les informateurs et les enquêteurs.                                                                              | Fonds Suzanne et Edmond Bernus      |
| Marceau Gast - 25 bandes analogiques | années 1960-2000 | - Sémanque                                                                    | - français - tamasheq - arabe dialectal          | - Entretiens biographiques de Marceau Gast - Colloque sur des chars préhistoriques dans l'aire saharienne - Entretiens dans la région de l'Ahaggar | - Notices descriptives en ligne sur la plateforme Calames - Certains documents sont accessibles en ligne sur Calames - Certains fichiers sont accessibles sur autorisation                               | Relève de l'article L. 211-1 du code du patrimoine et sont considérées comme des archives publiques. Certaines parties de fonds ou des fonds complets peuvent avoir d’autres statuts. Certains fonds peuvent poser des questions éthiques qui seront prises en compte au moment de la mise à disposition. | Fonds Marceau Gast                  |
| Jean-Paul Rothiot - 22 cassettes | 1978-1983        | - Dosso - Tessa - Sambera - Kiota - Sokorbe - Loga - Niamey                   | - zarma - français                               | - Entretien avec les kwarakoy (chefs de village) entourés des anciens, ainsi que des anciens fonctionnaires - Enquête sur les origines des villages, des migrations, les questions de lignage, de chefferie et la réaction des populations face à la domination coloniale - Entretiens avec Jean-Paul Rothiot qui contextualise la collecte          | Entretien qui contextualise le fond accessible en ligne | Conservation à la Phonothèque MMSH | Fonds Jean-Paul Rothiot             |
| Djibo Hamani | 1973-1985        | - Zone de l'Aïr, en particulier de l'Adar                                     | - haoussa - tamasheq                             | - Histoire du Niger - Histoire des touarègues - Histoire des États haoussa - Adar précolonial | Sur site (MMSH) en cours de traitement archivistique | Conservation à la Phonothèque MMSH Autorisation de consultation sur site donnée par le chercheur | Fonds Djibo Hamani                  |

#### Centre de Recherche en Ethnomusicologie
Le Centre de Recherche en Ethnomusicologie (CREM) du Laboratoire d'ethnologie et de sociologie comparative (LESC) est chargé de la gestion et de la valorisation du patrimoine scientifique. Il gère notamment les archives sonores du CNRS et du Musée de l’Homme. Les fonds « d’archives sonores et audiovisuelles rassemblent des enregistrements, inédits ou publiés, de musiques de tradition orale et d'enquêtes ethnographiques du monde entier, de 1900 à nos jours. ».
| Fonds                                                   | Dates     | Lieux                                   | Langues           | Thématiques de collectes | Consultation | Conservation et droits | Liens                                    |
| ------------------------------------------------------- | --------- | --------------------------------------- | ----------------- | --- | --- | --- | ---------------------------------------- |
| Solange et Jean-Claude Lubtchansky - 1 bande magnétique | 1974      | - Région de Niamey                      | - peul            | - Chants polyphoniques des Peuls Bororos | - Consultation sur demande auprès du CREM - Des enregistrements sont disponibles en ligne sur le site du Crem                 | - Conservation à la BnF - Copies conservées au CREM - Droits restreints                                                                | Fonds Solange et Jean-Claude Lubtchansky |
| Christiane Seydou - 12 bandes magnétiques               | 1968-1977 | - Niamey                                | - français - peul | - Musiques dédiées au folklore musical traditionnel et religieux - Chants, poésies et tradition orale peule                                                                                   | - Audios en accès publique en ligne sur le site du CREM - Droits d'utilisation restreints                                     | - Conservation à la BnF - Copies conservées au CREM - Consultation publique avec accord de la collectrice                              | Fonds Christiane Seydou                  |
| Sandrine Loncke - 2 CD ROM                              | 1997-2006 | - Sahel Nigérien                        | - peul            | - Chants, musiques, danses des peuls nomades wodaabe et bororos | - Consultation limitée - Certains audios sont consultables en ligne sur le site du Crem                                       | - Conservation des originaux conservés chez la collectrice - Copies à la BnF - Consultation libre - Copie interdite                    | Fonds Sandrine Loncke                    |
| Bernard Surugue - 12 bandes magnétiques                 | 1969      | - Niamey                                | - songhaï-zarma   | - Musique : instrument (vièle) et voix | - Des audios sont consultables en ligne                                                                                       | - Consultation restreinte | Fonds Bernard Surugue                    |
| Monique Brandily - 6 bandes magnétiques                 | 1996-1997 | - Tamaya - Tidene                       | - peul - tamasheq | - Vièle monocorde touareg Imzad - Chant collectif - Chœur peul | - Une partie des audios sont en accès publique en ligne sur le site du CREM - D'autres documents sont disponibles sur demande | - Conservation chez Monique Brandily - Copies numériques aux CREM - Copie interdite                                                    | Fonds Monique Brandily                   |
| Marguerite Dupire - 3 bandes magnétiques                | 1965      | - Niger - Sénégal                       |                   | - Chants d'hommes - Fête de la Tabaski - Imitation de chant Bororo - Musique | - Consultation restreinte | - Conservation à la bibliothèque du Laboratoire d'Anthropologie Sociale (LAS, CNRS-EHESS-Collège de France) - Copie numériques au CREM | Fonds Marguerite Dupire                  |
| Jean Rouch                                              | 1950-1969 | - Mali - Niger - Nigéria - Ghana - Togo |                   | - Enregistrements sonores lors de la "mission Niger" - Enregistrements sonores et audiovisuels pour le film "Ballet de cour des femmes du roi" - Divers enregistrements en Afrique de l'ouest | - Certains enregistrements consultables en ligne - Consultation restreinte                                                    | - Certains enregistrements en copie numérique au CREM                                                                                  | Fonds Jean Rouch                         |

#### Bibliothèque nationale de France
Le département Son, vidéo, multimédia de la Bibliothèque nationale de France (BnF), conserve et communique des collections de documents sonores, de vidéos et de documents multimédias sur tous les supports. Des chercheurs ont fait don de leurs archives.
| Fonds | Dates      | Langues                                | Thématiques de collectes | Consultation | Conservation et droits | Liens                             |
| --- | ---------- | -------------------------------------- | --- | --- | --- | --------------------------------- |
| Jean Rouch - 2024 bandes magnétiques - 31 cassettes audio analogiques - 2 cahiers - Feuilles manuscrites avec notes - Feuilles de tirage son | 1950-1997  | - français - songhay                   | - Enregistrements de terrain - Sons d'ambiance - Rushes - Enregistrements de commentaires - Copies de bande-son                      | - Documents consultables en salle de lecture du département de l'Audiovisuel | - Conservation à la BnF - Toute reproduction de document doit faire l'objet d'une demande d'autorisation écrite à Madame Jocelyne Rouch | Fonds Jean Rouch                  |
| Arom Simha - 621 bandes magnétiques audio - 2440 photographies - 1 fichier (conservé dans 2 boîtes d'archives)                               | 1964-1991  |                                        | - Fond en cours de traitement documentaire                                                                                           | - Communication individuelle au niveau Recherche de la bibliothèque, sauf restriction mentionnée. - Les documents audiovisuels et les photographies sont uniquement consultables sur les postes audiovisuels en salle de lecture. | - Conservation à la BnF - Reproduction des documents soumise à autorisation écrite des ayants droit                                     | Fonds Arom Simha                  |
| Charles Duvelle - 14 bandes magnétiques | 1961       | - haoussa - zarma - songhaï - tamasheq | - Musique | - Fonds consultables en salle de lecture du département Son, vidéo, multimédia | - Conservation à la BnF | Fonds Charles Duvelle             |
| Yves Lorelle - 1 bande magnétique | 1964       | - haoussa                              | - Chant enregistré lors d'une enquêtes sur l'imitation du calao (Bourtou) dans la chasse à l'antilope et à divers animaux de brousse | - Des audios sont consultables en ligne | - Conservation à la BnF - Consultation restreinte                                                                                       | Fonds Yves Lorelle                |
| Marguerite Dupire - 3 bandes magnétiques | 1965       | - peul Bororo                          | - Chant fête de la tabaski | - Des audios sont consultables en ligne | - Conservation à la BnF - Consultation restreinte - Copie interdite                                                                     | Fonds Marguerite Dupire           |
| Roger Rosfelder, Jean Rouch - 5 bandes magnétiques                                                                                           | 1950- 1951 |                                        | - Chant et musique - Mission Niger                                                                                                   | - Des audios sont consultables en ligne | - Conservation à la BnF - Consultation libre - Droits d'utilisation restreints                                                          | Fonds Roger Rosfelder, Jean Rouch |
| Christiane Seydou - 2 bandes magnétiques | 1968       |                                        | - Musique jouée à la flûte - Folklore musical traditionnel et religieux                                                              | - Des audios sont consultables en ligne | - Conservation à la BnF - Consultation restreinte - Copie interdite                                                                     | Fonds Christiane Seydou           |

#### Musée d'ethnologie de Neuchâtel
Le Musée d'ethnologie de Neuchâtel (MEN), en Suisse, sous l’impulsion de l’ethnologue Jean Gabus, a constitué une collection d’enregistrements. La collection s’est enrichie au cours des années par les travaux d’ethnomusicologues, notamment sur la zone Saharienne. Les fonds couvrent une longue période historique allant de 1953 à 2005. Pour le Niger, le Musée d'ethnologie de Neuchâtel (MEN) conserve 828 documents sonores en haoussa, tamacheq, peule Wodaabe, Zarma (Djerma) recueillis entre 1948, avec la collection de Jean Gabus, jusqu'à 1998, avec celle de François Borel, sur le terrain et enregistrés sur bandes magnétiques à l'aide d'enregistreurs pour la plupart professionnels, sur cassettes audio, ou sur DAT. La côte de chaque document se décompose comme suit: BO (initiales du nom du chercheur) - année - n° de la bobine (K7,DAT) - N° d'ordre sur la bobine (K7, DAT). Pour ouvrir le document, il faut cliquer sur l'image de la loupe.
| Fonds                           | Dates     | Lieux                                                 | Langues                     | Thématiques de collectes | Conservation                      | Consultation                                                                            | Liens                                    |
| ------------------------------- | --------- | ----------------------------------------------------- | --------------------------- | --- | --------------------------------- | --------------------------------------------------------------------------------------- | ---------------------------------------- |
| Jean Gabus                      | 1938-1971 | - Tahoua - In Gall - Kano - Agadez - Niamey           | - haoussa - peul - tamasheq | - Chants, musiques, contes en langues houssa, songhaï, touareg, peul - Captation audiovisuelle du milieu touareg - Enregistrement de 21 instruments de musique touareg et haoussa - Enregistrement d'artisans                            | - Musée d'ethnologie de Neuchâtel | - Une partie des audios sont disponibles sur le site du Musée d'ethnologie de Neuchâtel | - Jean Gabus 1948-1949 - Jean Gabus 1971 |
| François Borel                  | 1973-2005 | - Tahoua - In Gall - Abalak - Kao - Niamey - Baleyara | - haoussa - tamasheq        | - Chants, musiques, contes traditionnels et modernes - Interview de griots djerma et haoussa - Construction d'instruments traditionnels - Musique touarègue et haoussa - Des enregistrements ont été réalisés par des élèves de F. Borel | - Musée d'ethnologie de Neuchâtel | - Une partie des audios sont disponibles sur le site du Musée d'ethnologie de Neuchâtel | - Borel 1973 - Borel 1978                |
| Ernst Lichtenhahn               | 1980-1994 | - Abalak - Tahoua - In Gall                           | - haoussa - tamasheq        | - Musique touareg d'anzad - Griots haoussa | - Musée d'ethnologie de Neuchâtel | - Une partie des audios sont disponibles sur le site du Musée d'ethnologie de Neuchâtel | Archives sonores MEN                     |
| Zygmunt Estreicher - 80 bobines | 1959      | - Région Manga                                        | - peul                      | - Musique peul | - Musée d'ethnologie de Neuchâtel |                                                                                         | Archives sonores MEN                     |
| Henry Brandt - 6 bobines        | 1953      |                                                       | - peul                      | - Tournage du film documentaireLes nomades du soleil sur les peuls wodaabe | - Musée d'ethnologie de Neuchâtel |                                                                                         | Archives sonores MEN                     |

#### Archives de Gerd Spittler
Les archives de l'ethnologue allemand Gerd Spittler sont en cours d'archivage et de numérisation dans le cadre du projet Cluster of Excellence Exc 2052 - Africa Multiple : reconfiguring african studies : "The pre-death bequest of Gerd Spittler". À terme, le matériel sera conservé au sein des archives de l'Université de Bayreuth. Le corpus se compose de documents écrits, d'environ 6000 photographies, ainsi que d'enregistrements audios. Le fonds rassemble des archives collectées en Afrique du nord et de l'ouest, notamment sur les Touareg et les Haoussa au Niger, Nigéria et en Algérie.
| Fonds                              | Dates       | Lieux         | Langues              | Thématiques de collectes                                                                  | Conservation | Consultation | Liens                     |
| ---------------------------------- | ----------- | ------------- | -------------------- | ----------------------------------------------------------------------------------------- | --- | --- | ------------------------- |
| Gerd Spittler - Bandes - Cassettes | Depuis 1967 | - Gobir - Aïr | - haoussa - tamasheq | - Interviews de personnes âgées sur la période précoloniale - Vie quotidienne, travail... | - Chez Gerd Spittler - En cours de numérisation - A terme, le matériel sera conservé au sein des archives de l'Université de Bayreuth | - Questions juridiques en cours de négociations - Volonté de rendre les archives accessibles au sein d'institutions européennes et nigériennes | Archives de Gerd Spittler |